# Дуглас, Уильям, 2-й граф Ангус
Уильям Дуглас (ок. 1398—1437) — шотландский аристократ и военачальник, 2-й граф Ангус (1403—1437).

## Биография
Родился в замке Танталлон в Восточном Лотиане (Шотландия). Сын Джорджа Дугласа (1380—1402), 1-го графа Ангуса (1389—1402), и принцессы Марии Шотландской (? — 1458), внук по материнской линии короля Шотландии Роберта III Стюарта.
В 1403 году после смерти от чумы в английском плену своего отца Джорджа Дугласа Уильям унаследовал титул и владения графа Ангуса.
В 1420 году граф Ангус входил в состав 21 шотландского дворянина, которые в качестве заложников добровольно прибыли в Англию, чтобы обеспечить выкуп своего короля Якова I. Яков Стюарт был захвачен в плен англичанами в 1406 году. Во время пленения короля Шотландией в качестве регента управлял его дядя Роберт Стюарт, герцог Олбани, который не спешил выплачивать выкуп за освобождение своего племянника. В 1420 году после смерти Роберта Стюарта, 1-го герцога Олбани, новым регентом Шотландии стал его старший сын Мердок Стюарт, 2-й герцог Олбани. В декабре 1423 года король Яков I Стюарт был освобожден из английского плена за выкуп в размере 40 тыс. фунтов стерлингов. В 1424 году после 18-летнего плена король Яков I Стюарт вернулся в Шотландию. Граф Ангус входил в состав делегация шотландской знати, встречавшей короля в Дареме. 2 июня 1424 года после коронации Якова Стюарта в Сконе Уильям Дуглас был пожалован в рыцари.
В 1425 году Уильям Дуглас, граф Ангус, участвовал в судебном процессе, организованном королём Яковом Стюартом в замке Стерлинг против Мердока Стюарта, герцога Олбани. В марте того же года Мердок Стюарт вместе с двумя сыновьями Уолтером и Александром был казнён, а его владения конфискованы. Изабелла Леннокс, его вдова, восемь лет провела в замке Танталлон под наблюдением графа Ангуса.
В 1429 году Уильям Дуглас, граф Ангус, предпринял военный поход на север, против Александра Макдональда, лорда Островов и графа Росса. В качестве капитана королевской армии граф Ангус возглавил поход на Гебридские острова. В конце августа 1429 года Александр Макдональд в аббатстве Холируд вынужден был сдаться на милость короля. В течение двух лет Александр Макдональд содержался в замке Танталлон, под присмотром графа Ангуса.
В 1430 году Уильям Дуглас, граф Ангус, возглавил посольство ко двору английского короля Генриха VI и добился продления англо-шотландского перемирия на пять лет. В том же году он был назначен лордом-хранителем шотландских марок на английской границе.
В 1435 году Уильям Дуглас возглавил поход на замок Данбар, владелец которого Джордж Данбар, граф Мар, поднял мятеж против королевской власти. Гарнизон замка без сопротивления сдался. Король Яков Стюарт передал замок Данбар графу Ангусу и сэру Адама Хепберну из Хейлса. Джордж Данбар бежал в Англию и обратился за помощью к английским приграничным владельцам. Осенью 1436 года 4-тысячный отряд под командованием сэра Роберта Огли, губернатора Берика, и Генри Перси, графа Нортумберленда, вступил в шотландские владения, чтобы отбить замок. Уильям Дуглас, Адам Хепберн и Александр Рамсей выступили навстречу англичанам и разбили противника в битве при Пипердине.
Уильям Дуглас, граф Ангус, продолжал расширять свои владения, часто за счёт своих двоюродных братьев «Чёрных Дугласов».
После убийства своего дяди короля Якова Стюарта в феврале 1437 года Уильям Дуглас, граф Ангус, сыграл важную роль в преследовании и аресте заговорщиков. К их числу относился Уолтер Стюарт, граф Атолл, двоюродный дед самого Ангуса.
В октябре 1437 года 39-летний Уильям Дуглас, 2-й граф Ангус, скончался. Ему наследовал старший сын Джеймс Дуглас, 3-й граф Ангус.

## Семья и дети
В 1425 году женился на Маргарет Хэй, дочери сэра Уильяма Хэя из Йестера. Дети:
- Джеймс Дуглас (1426—1446), 3-й граф Ангус (1437—1446)
- Джордж Дуглас (ок. 1429—1463), 4-й граф Ангус (1446—1463)
- Уильям Дуглас из Клуни (ок. 1428 — ок. 1475)
- Хью Дуглас, ректор из Сент-Андруса
- Хелен Дуглас, 1-й муж — Патрик Грэхэм, 2-й лорд Грэхэм, 2-й муж — Джеймс Огилви, 1-й лорд Огилви из Эрли.